# Fabio Cucchi
Fabio Cucchi (Cesena, 21 settembre 1965) è un allenatore di calcio ed ex calciatore italiano, di ruolo difensore.

## Carriera

### Giocatore
Conta 6 presenze in Serie A con il Cesena: 2 nella stagione 1987-1988 e 4 nella stagione 1989-1990.
Ha collezionato oltre 100 presenze e due reti in Serie B tra il 1984 e il 1992.